# Canarionesticus quadridentatus
Canarionesticus quadridentatus là một loài nhện trong họ Nesticidae. Chúng được Jörg Wunderlich miêu tả năm 1992.